# Meigenia dorsalis
Meigenia dorsalis là một loài ruồi trong họ Tachinidae.